# Pongrácz Mihály (kanonok)
Pongrácz Mihály (Mezőkövesd, 1800. április 11. – Segesváralja, 1879. szeptember 5.) premontrei kanonok és tanár.

## Élete
1823. november 5-én lépett a rendbe, 1829. február 22-én szentelték fel és 1828-tól 1833-ig a nagyváradi gimnázium tanára volt. 1833-tól betegeskedett. 1835-ben Lőcsén volt tanár, 1836-tól ismét betegen Segesváralján tartózkodott, ott hunyt el 1879-ben.

## Munkái
- Örömzászló, melly mélt. és ft. Lajcsák Ferencz urnak rozsnyói főpapi székéből 1827-ik évi sz. András hava 18-án a nagyváradiba lett örvendetes iktatása alkalmával a nagyváradi kir. főgymnasium tanulói által szenteltetett. Nagy-Várad, 1827
- Örömzengzet, melyet főmélt. Frimont János úrnak, Antroduccoi herczegnek 1828. évi Kisasszony hava 26. a palotai uradalomba lett iktatása alkalmával a nagyváradi főgymnasium szentel. Uo. 1828
- Mélt. és főt. Richter Alajos urnak a premonstratumi sz. renden lévő szerzetes kanonokok praelátusának főpapi székébe lett örvendetes iktatása alkalmával éneklé tisztelő szerzetes fia. Uo. 1830 (költemény)
- Főtiszt. tudós Győrffi László úrnak ... 1832. évi sz. Mihály hava 17. theologus kanonokká lett kineveztetése alkalmával éneklé barátja, Uo.
- Érdemkoszorú, melyet főt. Farkas Imre urnak dicső nevenapján mély tisztelet jeléül füzött a megyei növendékpapok nevében. Székesfehérvár, 1838 (költemény)